# Semidalis guineana
Semidalis guineana är en insektsart som beskrevs av Monserrat 1989. Semidalis guineana ingår i släktet Semidalis och familjen vaxsländor. Inga underarter finns listade i Catalogue of Life.